# Holos
Holos (Oekraïens: Голос) is een liberale politieke partij in Oekraïne. In het Nederlands betekent de partijnaam Stem (zoals in stemgeluid of het uitbrengen van een stem bij verkiezingen). De partij werd opgericht op 16 mei 2019 door de zanger en artiest Svyatoslav Vakartsjoek (*1975).

## Geschiedenis
Holos is de voortzetting van de partij Platform voor Initiatieven dat in 2015 werd opgericht. Holos en de Oekraïense Galicische Partij (UGP) vormden in aanloop naar de landelijke verkiezingen een gezamenlijke lijst. Bij de parlementsverkiezingen van 21 juli 2019 kreeg de lijst Holos/UGP 5,8% van de stemmen, goed voor 25 zetels in de Verchovna Rada (parlement). Kira Roedyk (*1985) volgde in 2020 Vakartsjoek op als partijleider.
In juni 2021 verlieten tien leden van de fractie - waaronder alle leden van UGP - Holos en gingen over tot de oprichting van de partij Gerechtigheid. Zij vonden het beleid van Roedyk niet nationalistisch genoeg.

## Ideologie
Holos is een liberale partij en aangesloten bij ALDE. De partij is pro-Europees en gematigd nationalistisch en relatief anti-Russisch georiënteerd. Holos is tegen de macht van de oligarchen (roof- en monopoliekapitalisten) op het politieke bestel van Oekraïne. De partij streeft toetreding van Oekraïne tot de NAVO na.

## Verwijzingen
Communistische Partij · Al-Oekraïense Unie "Vaderland" (Batkivsjtsjyna) · Platform voor Leven en Vrede · Al-Oekraïense Unie "Vrijheid" (Svoboda) · Holos · Dienaar van het Volk · Oekraïense Democratische Alliantie voor Hervorming (Oedar) · Partij van de Regio's · Radicale Partij · Uniepartij · Verenigd Centrum · Volkspartij · Rechtse Sector · Oppositieblok · Voor de Toekomst